# Icteria virens
La reinita grande (Icteria virens) es una especie de ave paseriforme, la única del género monotípico Icteria y de la familia Icteriidae. Es un ave migratoria nativa de Norteamérica, América Central y el Caribe.

## Nombre común
Además de reinita grande (en Costa Rica y Nicaragua), también es conocida como bijirita grande (en Cuba), buscabreña (en México), chipe arriero (en México), chipe grande (en México), cigüita grande (en la República Dominicana), gritón pechiamarillo (en México) o reinita piquigruesa (en Panamá).

## Distribución y hábitat
Es un ave migratoria que anida en Canadá, Estados Unidos y México e inverna en el sur de México, América Central (Guatemala, Belice, El Salvador, Honduras, Nicaragua, Costa Rica, Panamá) y el Caribe (Antigua y Barbuda, Bahamas, Barbados,  Cuba, Dominica, El Salvador, Guadalupe, Martinica, Montserrat, San Cristóbal y Nieves, Santa Lucía, San Vicente y las Granadinas, Islas Turcas y Caicos). Ocurre incidentalmente en las Islas Caimán, República Dominicana, San Pedro y Miquelón y Groenlandia.
Su hábitat se compone de bosque templado, subtropical y tropical, matorrales, y bosque muy degradado.

## Sistemática

### Descripción original
La especie I. virens fue descrita por primera vez por el naturalista sueco Carolus Linnaeus en 1758 bajo el nombre científico Turdus virens; localidad tipo «América = Carolina del Sur, USA».

### Taxonomía
Las relaciones de esta especie han sido debatidas por largo tiempo. Hasta recientemente era colocada en la familia Parulidae, con base en algunas características morfológicas aparentemente compartidas, por ejemplo, con Geothlypis poliocephala, y también en algunos resultados iniciales de análisis de ADN. Sin embargo, análisis genético-moleculares posteriores sugieren que el presente género no pertenece a Parulidae, y los estudios de vocalización confirmaron esta conclusión. Investigaciones moleculares recientes indican que está mejor situada en una familia propia Icteriidae, o que tiene un parentesco cercano a la familia Icteridae y que podría ser basal a todo el resto de la esta familia.
Las clasificaciones del Congreso Ornitológico Internacional (IOC) y Clements checklist v.2018. optaron por la familia propia con base en las decisiones tomadas por la American Ornithological Society, mientras Aves del Mundo optó por situar al género en una subfamilia Icteriinae, basal en Icteridae.

### Subespecies
Según la clasificaciones del IOC y Clements Checklist se reconocen dos subespecies, con su correspondiente distribución geográfica:
- Icteria virens auricollis (Deppe, 1830) – localmente desde el suroeste de Canadá (sur de British Columbia, sur de Alberta y sur de Saskatchewan) hacia el sur a través del oeste de los USA (hacia el este hasta el oeste de Kansas y centro oeste de Texas) hasta el centro de México (Baja California y Sonora hacia el sur al menos hasta Zacatecas); inviernos principalmente en México y Guatemala.
- Icteria virens virens (Linnaeus, 1758) – extremo sureste de Canadá (extremo sureste de Ontario) y localmente en el este de USA (desde el este y sur de Iowa, noreste de Kansas y sur de los Grandes Lagos hacia el sur hasta el centro este de Texas y norte de Florida) y noreste de México; inviernos principalmente en el este de México hacia el sur hasta el oeste de Panamá.

Las subespecies propuestas longicauda (del noroeste del rango) y tropicalis (del noroeste de México) son tratadas como sinónimos de auricollis, y la subespecie danotia (del sur de Texas y norte de México) como sinónimo de la nominal.